# Программа «Дунай»

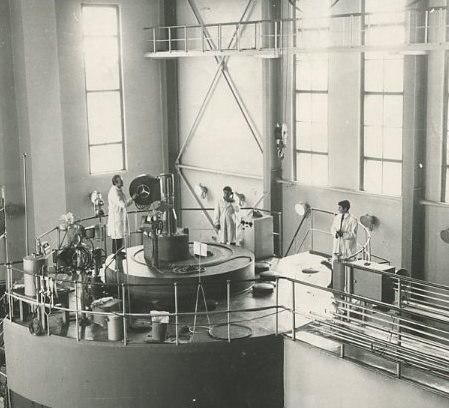
Ядерный реактор Магуреле

Карта стран, у которых были исследовательские проекты ядерного оружия или ядерное оружие

Программа «Дунай»(рум. Programul Dunărea) — секретный румынский проект по разработке собственного ядерного оружия. Проект стартовал в 1981 году и развивался до 1989 года.

## История
В 1970 году Социалистическая Республика Румыния ратифицировала Договор о нераспространении ядерного оружия, который запрещал им разрабатывать и создавать собственное ядерное оружие. Однако с 1981 по 1989 год у Румынии была программа создания ядерного оружия, включая установки по извлечению плутония. В 1992 году, после румынской революции, новое правительство добровольно сообщило о нарушении в Международное агентство по атомной энергии, которое затем сообщило об этом в Совет Безопасности ООН .

## Материалы
Румыния приобрела высокообогащённый уран (ВОУ) в рамках программы Соединенных Штатов Америки "Атом для мира", которая предоставила высокообогащённый уран многим странам. В проекте использовался ядерный реактор, предоставленный им Соединёнными Штатами, для создания плутония из ВОУ. Хотя в рамках проекта удалось создать плутоний, на самом деле ядерных бомб не было, хотя предполагается, что из материалов, которыми располагал проект, можно было изготовить до 240 плутониевых бомб, если предположить, что 10 килограммов (22 фунтов) плутония будет использоваться для каждой бомбы.